# Usno (San Juan)
Usno es una localidad y distrito del departamento Valle Fértil, ubicada, en forma aproximada, en el centro de la nombrada unidad política, a 10 kilómetros, en dirección noroeste, de Villa San Agustín, al centro este de la Provincia de San Juan, Argentina.
Su nombre proviene de la palabra quechua "ushnu" que significa "lugar sagrado" o "tierra de altares".
Se trata de una núcleo poblacional donde el modo de vida rural es el prevaleciente, cuyas actividades económicas se centran, en forma predominante, en una agricultura de tipo tradicional con la implantación de cultivos estacionales que en situación habitual es para autoconsumo (subsistencia), y la cría de ganado caprino que permite la producción artesanal de quesillos de cabra.
También, producto de un ambiente serrano con abundante vegetación y por ser un punto de paso para dirigirse a Ischigualasto, Usno en la actualidad puede ser considerado como un sitio de incipiente desarrollo turístico en pequeña escala.
Su principal vía de comunicación es la Ruta Provincial 510.
Cada año durante el mes de febrero se realiza la Fiesta de la Minería, organizada por miembros de la comunidad y autoridades del departamento Valle Fértil.

## Población
Cuenta con 224 habitantes (Indec, 2010), lo que representa un leve incremento del 3,2% frente a los 217 habitantes (Indec, 2001) del censo anterior.

## Museo Piedras del Mundo
El museo Piedras del Mundo se creó hacia el año 2000, a partir de una importante colección privada de piedras, piezas fósiles y restos de elementos prehispánicos.
El edificio del museo está emplazado de un predio de unas 140 hectáreas donde pueden encontrarse vestigios de asentamientos aborígenes.
En la actualidad, el museo cuenta con más de 3500 piezas en exhibición.